# 常緑樹駅
常緑樹駅（サンロッスえき）は、大韓民国京畿道安山市常緑区本五洞にある、韓国鉄道公社（KORAIL）安山線の駅。駅番号は(448)。

## 駅構造
島式ホーム2面4線を有する高架駅。
平日に運行される、朝の上り急行電車は当駅で各駅停車に連絡する。
出入口は1番と2番の2ヵ所ある。

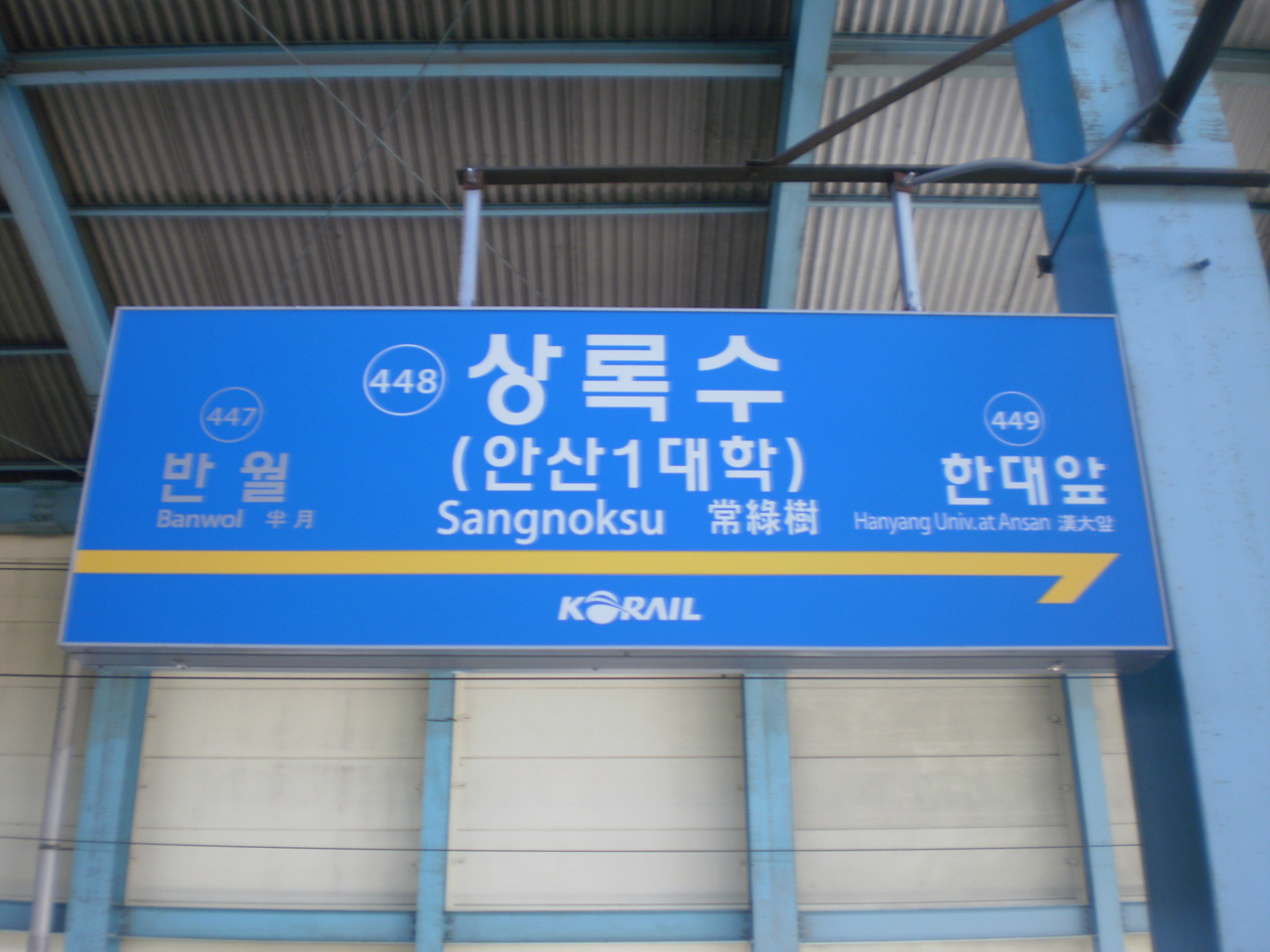
駅名標(2010年1月)

## 駅周辺
マンションが建ち並ぶ住宅地にあり、駅周辺には飲食店も多く比較的賑わっている。安山市内を走るバス路線の拠点にもなっている。
- 梅花初等学校
- 本五3洞住民センター
- 常緑中学校
- 常緑初等学校
- 安山1大学
- ニューラソン観光ホテル
- 二洞住民センター
- 安山女子情報高等学校
- ウリ療養病院
- 安山常緑樹郵便局
- 九龍公園
- 本五公園
- 常緑樹公園

## 歴史
- 1988年10月25日 - 開業。

### 駅名の由来
日本統治時代に出版された沈熏の小説『常緑樹』の題名から。

## 利用状況
| 路線    | 乗車人員 | 乗車人員 | 乗車人員 | 乗車人員 | 乗車人員 | 乗車人員 | 乗車人員 | 乗車人員 | 乗車人員 | 乗車人員 | 注 釈 |
| 路線    | 2000年   | 2001年   | 2002年   | 2003年   | 2004年   | 2005年   | 2006年   | 2007年   | 2008年   | 2009年   | 注 釈 |
| ------- | -------- | -------- | -------- | -------- | -------- | -------- | -------- | -------- | -------- | -------- | ----- |
| ●安山線 | 20700    | 20834    | 22973    | 23678    | 18568    | 17939    | 17939    | 18581    | 19518    | 19590    | [ 1 ] |

## 隣の駅
韓国鉄道公社
●安山線　
急行　
山本駅 (444) ← 常緑樹駅 (448) ← 中央駅 (450)
緩行　
半月駅 (447) - 常緑樹駅 (448) - 漢大前駅 (449)